# Jasper Krabbé
Jasper Jeroen Krabbé (* 1970 in Amsterdam) ist ein niederländischer Künstler. Er tritt als Teamleiter in der 3sat-Serie Das Geheimnis der Meister auf.

## Werdegang
Krabbé wurde in einer Künstlerfamilie geboren, er ist der Sohn von Jeroen Krabbé. Er begann 1984 als Graffiti-Künstler auf den Amsterdamer Straßen unter dem Namen JAZ.  Zusammen mit Shoe (Niels Meulman), Jezis, Bandi, Joker und Delta (Boris Tellegen) gründete er in den 1980er Jahren die Graffiti-Crew United Street Artists (USA).
1992 absolvierte Krabbé die Gerrit Rietveld Academy in Amsterdam und die Cooper Union New York mit Auszeichnung (Malerei und Grafik).[4] Seine Bilder spiegeln die Erinnerung an Orte und Personen wider, die er unter anderem auf Reisen nach Kuba, in den Südpazifik und nach Neuseeland gewann. In seinen Zeichnungen verwendet Krabbé häufig vorhandenes Material wie Umschläge, Geschenkpapier und Seiten aus Büchern oder Enzyklopädien; dabei mischt er die ursprüngliche Funktion mit persönlichen Bildern.
Krabbé hatte Ausstellungen in Ländern wie Schweden, Brasilien, Italien und den Vereinigten Staaten.
Er tritt seit Ende 2020 als Teamleiter in der 3sat-Serie Das Geheimnis der Meister auf, unter anderen mit Charlotte Caspers.

## Arbeiten in öffentlichen Sammlungen
- Stedelijk Museum, Amsterdam
- Museum De Fundatie, Zwolle

## Veröffentlichungen
- Jasper Krabbé: Memory Archive. Uitgeverij W Books, 2009, ISBN 978-9089101136.
- Jasper Krabbé: Closer to You. Uitgeverij, 2012, ISBN 978-9089102805.
- Jasper Krabbé: mono no aware: tekeningen. Vrije Uitgevers, 2014, ISBN 978-9462630086.
- Jasper Krabbé: Soulmade: Jasper Krabbé x Tropenmuseum. Uitgeverij Lecturis, 2014, ISBN 978-9462260825.
- Jasper Krabbé: Portraits. Lecturis, 2015, ISBN 978-9462261686.
- Atelier Krabbé: Jasper Krabbé over kunst kijken en maken. Atlas Contact, Uitgeverij, 2017, ISBN 978-9045036137.

## Belege
1. ↑  Anna van Leeuwen: ‘Groovy zeebeest’ van Keith Haring komt na dertig jaar weer tevoorschijn in Amsterdam. 23. Juni 2018, abgerufen am 6. Januar 2021 (niederländisch).
2. ↑  'Amsterdam werd gezien als toenmalige graffitihoofdstad van Europa'. 17. September 2015, abgerufen am 6. Januar 2021 (niederländisch).
3. ↑  Jasper Krabbé. Archiviert vom Original (nicht mehr online verfügbar) am 3. November 2018; abgerufen am 6. Januar 2021.  Info: Der Archivlink wurde automatisch eingesetzt und noch nicht geprüft. Bitte prüfe Original- und Archivlink gemäß Anleitung und entferne dann diesen Hinweis.
4. ↑  ARJAN VISSER: Kunst is een taal die je kunt leren spreken Jasper Krabbé. 16. Mai 2015, abgerufen am 6. Januar 2021 (niederländisch).
5. ↑  Sechs neue Folgen von "Das Geheimnis der Meister". Abgerufen am 6. Januar 2021.

| Personendaten    | Personendaten                              |
| ---------------- | ------------------------------------------ |
| NAME             | Krabbé, Jasper                             |
| ALTERNATIVNAMEN  | Krabbé, Jasper Jeroen (vollständiger Name) |
| KURZBESCHREIBUNG | niederländischer Künstler                  |
| GEBURTSDATUM     | 1970                                       |
| GEBURTSORT       | Amsterdam                                  |